# Freundschafts-, Handels- und Schifffahrtsvertrag
Ein Freundschafts-, Handels- und Schifffahrtsvertrag ist ein Vertrag, welcher meistens bilateral abgeschlossen wird und politische sowie wirtschaftliche Rahmenbedingungen regelt.
Einer der bekanntesten Verträge dieser Art ist der „zwischen Preußen und den Staaten des Deutschen Zollvereins einerseits und Argentinien andererseits“ vom 19. September 1857.
Weitere Verträge:
- Freundschafts-, Handels- und Schifffahrtsvertrag zwischen Vereinigte Staaten von Amerika und Stadtstaat Bremen, 1827
- Freundschafts-, Handels- und Schifffahrtsvertrag zwischen Frankreich und Thailand, 15. August 1856,
- Freundschafts-, Handels- und Schifffahrtsvertrag zwischen Paraguay und Preußen sowie anderer Staaten des Zollvereins am 1. August 1860
- Freundschafts-, Handels- und Schifffahrtsvertrag zwischen Preußen und China am 2. September 1861
- Freundschafts-, Handels- und Schifffahrtsvertrag zwischen Preußen und Japan 1861 in Edo (heute Tokio)
- Freundschafts-, Handels- und Schifffahrtsvertrag zwischen Siam und den Staaten des Deutschen Zollvereins am 7. Februar 1862
- Freundschafts-, Handels- und Schifffahrtsvertrag zwischen dem Deutschen Reich und Griechenland 1884
- Freundschafts-, Handels- und Schifffahrtsvertrag zwischen der Bundesrepublik Deutschland und den Vereinigten Staaten von Amerika vom 29. Oktober 1954